# Aliaksandr Tsitou
Aliaksandr Tsitou, née le 28 octobre 1986 à Moguilev en URSS (aujourd'hui Mahiliow en Biélorussie), est un handballeur international biélorusse évoluant au poste de pivot.

## Palmarès

### En club
Compétitions transnationales
- Vainqueur de la Ligue balte de handball (4) : 2016, 2017, 2018, 2019

Compétitions nationales
- Vainqueur du champion de Biélorussie (2) : 2011 et 2012
- Vainqueur du champion d'Ukraine (1) : 2014
- Vainqueur du Championnat de Finlande (4) : 2017, 2018, 2019, 2021
  - Vice-champion en 1977, 1978, 2005, 2011...
- Vainqueur de la Coupe de Finlande (3) : 2017, 2018, 2019

### En sélection
Championnats du monde
- 15e place au Championnat du monde 2013
- 18e place au Championnat du monde 2015
- 11e place au Championnat du monde 2017

Championnats d'Europe
- 15e place au Championnat d'Europe 2008
- 12e place au Championnat d'Europe 2014
- 10e place au Championnat d'Europe 2016
- 10e place au Championnat d'Europe 2018